# Макітра Роман-Любомир Григорович

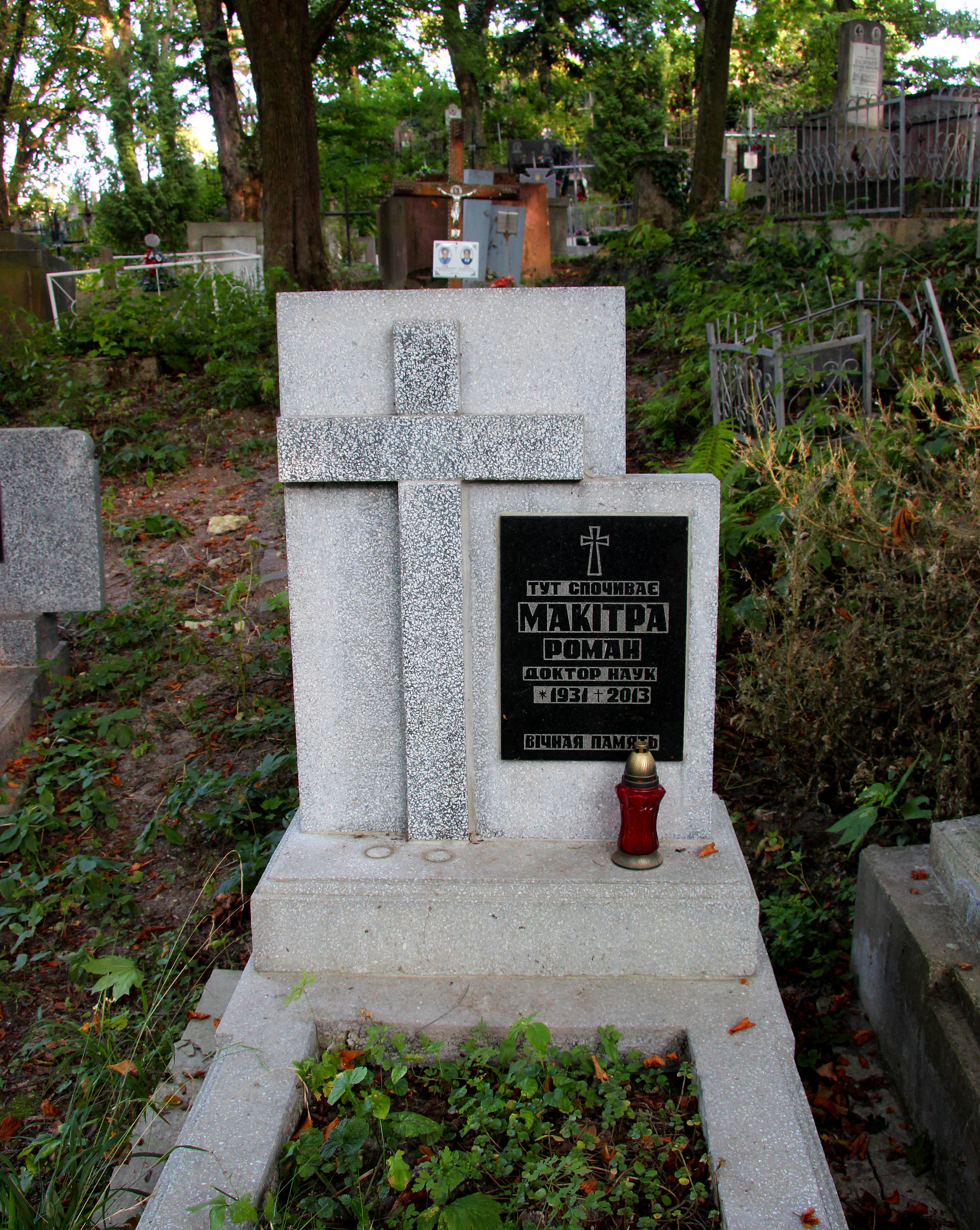
Надгробок на могилі Романа Макітри.

Рома́н-Любоми́р Григо́рович Макі́тра (31 грудня 1931, Оглядів, Львівське воєводство, Польська Республіка — 23 вересня 2013, Львів, Україна) — український науковець, фізико-хімік, доктор хімічних наук (1991); дійсний член НТШ (2005).

## Життєпис
Народився 31 грудня 1931 року в селі Оглядів (нині Шептицького району Львівської області) у родині вчителів. Батько — Макітра Григорій Тадейович (1891—1942) — хорунжий УГА та педагог.
Початкову освіту здобув в Львівській малій семінарії. Протягом 1944—1948 років навчався у львівській школі № 8. 1953 року закінчив Львівський політехнічний інститут.
У 1953—1958 роках працював у Інституті органічної хімії АН УРСР. 1958 року під керівництвом Олександра Кірсанова захистив кандидатську дисертацію на тему «Трихлорфосфазоацили і їх похідні».
По тому — в Інституті геології і геохімії горючих копалин НАНУ (1958—1963, 1976—1986 та 2003—2007 роки); Українському НДІ «Діпронафта» (в 1963–1968-х); Львівському політехнічному інституті (1968—1976 роки). Від 1963 року — старший науковий співробітник. 1971 року здобув вчене звання доцента. Протягом 1986—2003 років — у відділенні фізико-хімії і технології горючих копалин Інституту фізичної хімії. З 2007 по 2013 рік — в Інституті фізико-органічної хімії і вуглехімії імені Л. М. Литвиненка НАН України.
Помер 23 вересня 2013 року у Львові. Похований на 42 полі Личаківського цвинтаря.

## Наукова діяльність
Наукові дослідження:
- хімія розчинів;
- фізико-хімічний аналіз бінарних систем;
- органічний синтез і нафтохімія.

Вивчав кореляційний аналіз впливу розчинників на кінетику хімічних процесів, процеси екстракції та розчинення газів.
Його перу належать 650 наукових статей, 5 монографій, патенти, підручники, близько 100 науково-популярних і публіцистичних статей — з них «Роман Залозецький — огляд наукової діяльності (1861—1918)».
Серед робіт:
- «Теорія каталізу та каталізатори процесів переробки нафти: Навчальний посібник» (співавтор, 1971);
- «Залежність ступеню набухання вуглів від фізико-хімічних властивостей розчинників» (співавтор, 1996);
- «Кількісне врахування сольватаційних ефектів в процесах розчинення газів, екстракції і комплексоутворення» (докторська робота, 1990);
- «Набухання каучуку в різних розчинниках» (співавтор, 2002);
- «Закономірності розподілення розгалужених й ненасичених карбонових кислот між органічною і водною фазами» (співавтор, 2003);
- «Кристалізаційне очищення естерів холестерину» (співавтор, 2011);
- «До джерел вивчення і переробки нафти Західної України» (співавтор, 2011);
- «Особливості набухання неоперену» (співавтор, 2013).

Як педагог підготував 4 кандидатів наук.